# تل خساف
تشتهر تل خساف بزراعة مجموعة متنوعة من المحاصيل الزراعية، مستفيدةً من تربتها الخصبة ومناخها المناسب. من أبرز المحاصيل التي تُزرع في المنطقة:
- القمح: يُعتبر من المحاصيل الأساسية في القرية، حيث يُزرع على مساحات واسعة.
- القطن: يُعد من المحاصيل النقدية المهمة للمزارعين في تل خساف.
- الشوندر السكري: يُستخدم في صناعة السكر ويُزرع بكميات كبيرة.
- الذرة الصفراء: تُزرع لتلبية احتياجات السكان وللاستخدام كعلف للحيوانات.
- عباد الشمس: يُزرع لاستخراج الزيت وللاستهلاك المباشر.
- الخضروات: تُزرع مجموعة متنوعة من الخضروات لتلبية احتياجات السكان المحليين والأسواق المجاورة.

### الثروة الحيوانية
بالإضافة إلى النشاط الزراعي، يهتم سكان تل خساف بتربية الحيوانات، خاصةً الأغنام. يُنتجون من خلالها منتجات ألبان مثل اللبن والأجبان، والتي تُعتبر جزءًا مهمًا من اقتصاد القرية.

### الموقع الأثري
تحيط بـ تل خساف عدة مواقع أثرية تعود إلى فترات تاريخية مختلفة، مما يدل على أهمية المنطقة عبر العصور. إلا أن المعلومات المتوفرة حول هذه المواقع محدودة وتحتاج إلى مزيد من البحث والتوثيق.

### السكان والخدمات
يبلغ عدد سكان منطقة دير حافر، التي تتبع لها تل خساف، حوالي 83,147 نسمة. تشتهر المنطقة بالزراعات الصيفية والشتوية، بالإضافة إلى زراعة العنب.